# Cornéocyte

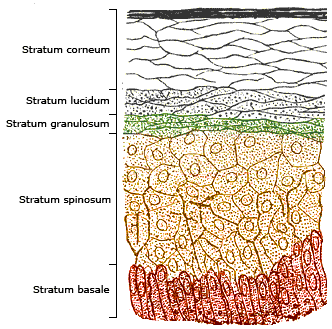
Représentation schématique des cornéocytes du stratum corneum.

Les cornéocytes, appelées aussi cellules cornées, sont des cellules apoptotiques de la couche cornée résultant du processus de maturation dite de « kératinisation » ou différenciation terminale de l'épiderme. Les cornéocytes sont ainsi des kératinocytes dont le cytoplasme est rempli de trousseaux fibrillaires formés à partir des filaments de kératine et des grains de kératohyaline. 

## Formation
Les cornéocytes sont des cellules aplaties totalement kératinisées qui composent 4 à 20 couches cellulaires de la couche cornée selon la localisation. Ce sont des cellules mortes (phénomène d'apoptose) dont la perte du noyau cellulaire et des organites cytoplasmiques résultent de la différenciation épidermique. Lors de cette kératinisation, les desmosomes se densifient sur la partie extracellulaire et se transforment en cornéodesmosomes (ou cornéosomes) qui assurent la cohérence du stratum compactum de la couche cornée.

## Fonction
La desquamation se fait cornéocyte par cornéocyte. La fonction de barrière physique de la peau est liée en partie à cette desquamation, elle-même liée au renouvellement cellulaire.
En cosmétique, des agents hydratants ou d'exfoliation sont utilisés pour favoriser la desquamation des peaux en stimulant la dégradation des cornéosomes.